# Teddy Nordling
Teddy Nordling, född 22 april 1974 i Hangö, är en finländsk handbollstränare och tidigare handbollsspelare (mittnia). Nordling spelade 102 landskamper och gjorde 360 mål för Finlands landslag mellan åren 1991–2006.
Nordling spelade totalt tio säsonger för svenska Alingsås HK under två sejourer.  Totalt blev det 1 502 mål på 288 matcher för klubben. I augusti 2008 spelades en hyllningsmatch i Alingsås till hans ära mellan "Teddys All Star Team" och "pressens lag". Efter matchen pensionerades Nordlings tröjnummer 6 av Alingsås HK för evigt och hans matchtröja hissades i taket.
Sedan 2019 är Nordling assisterande förbundskapten till Ola Lindgren för Finlands herrlandslag.

## Meriter
- Finländsk mästare tre gånger[1] (1991, 1992 och 1997) med BK-46